# Sageretia
Sageretia là một chi thực vật có hoa thuộc họ Táo (Rhamnaceae). Chi này được Adolphe Théodore Brongniart mô tả khoa học lần đầu tiên năm 1826 với 8 loài ông liệt kê là S. theezans, S. spicata, S. oppositifolia, S. hamosa, S. elegans, S. gayaquilensis, S. senticosa, S. michauxii.

## Tên gọi
Các loài có ở Việt Nam có tên gọi chung là chanh châu. Tên gọi chung của các loài có tại Trung Quốc là 雀梅藤 (tước mai đằng).

## Các loài
Chi này chứa 36 loài đã biết, với khu vực phân bố chủ yếu là chủ yếu ở Đông Á, Đông Nam Á, một số ít loài ở đông bắc Châu Phi và Châu Mỹ. Sự đa dạng loài lớn nhất tại Trung Quốc, với khoảng 60% số loài có tại đây.
- Sageretia brandrethiana Aitch., 1864: Từ Thổ Nhĩ Kỳ và Trung Đông tới miền bắc Ấn Độ và tây bắc Vân Nam.
- Sageretia camelliifolia Y.L.Chen & P.K.Chou, 1979: Phía tây Quảng Tây (Trung Quốc).
- Sageretia coimbatorensis Bhandari & Bhansali, 1984: Miền nam Ấn Độ.
- Sageretia cordifolia Tardieu, 1946: Lào.
- Sageretia devendrae Pusalkar, 2010: Uttarakhand (tây bắc Ấn Độ).
- Sageretia elegans (Kunth) Brongn., 1827: Từ Mexico tới tây bắc Argentina.
- Sageretia filiformis (Roth) G.Don, 1832: Dọc theo phía nam Himalaya, Myanmar, Thái Lan.
- Sageretia gongshanensis G.S.Fan & L.L.Deng, 1997: Vân Nam (Trung Quốc).
- Sageretia gracilis J.R.Drumm. & Sprague, 1908: Từ miền đông Tây Tạng, Vân Nam, Quảng Tây.
- Sageretia hamosa (Wall.) Brongn., 1826 - Chanh châu móc:[5] Ấn Độ (Assam), Indonesia (quần đảo Sunda Nhỏ), Myanmar, Nepal, Philippines, Sri Lanka, Trung Quốc (Hoa Nam), Việt Nam.
- Sageretia henryi J.R.Drumm. & Sprague, 1908 - Chanh châu Henry:[5] Từ miền trung Trung Quốc tới Việt Nam.
- Sageretia horrida Pax & K.Hoffm., 1922: Từ đông Tây Tạng tới tây Tứ Xuyên và tây bắc Vân Nam.
- Sageretia kashmirensis Bhandari & Bhansali, 1984: Ấn Độ (Kashmir).
- Sageretia kishtwarensis Bhandari & Bhansali, 1984: Tây Himalaya.
- Sageretia latifolia Hand.-Mazz., 1933: Vân Nam.
- Sageretia laxiflora Hand.-Mazz., 1933: Nam Quý Châu, tây Quảng Tây.
- Sageretia leprosa (Blume) G.Don, 1832: Java.
- Sageretia lijiangensis G.S.Fan & S.K.Chen, 1997: Tây bắc Vân Nam.
- Sageretia liuzhouensis Yi Yang & H.Sun, 2017: Quảng Tây.
- Sageretia lucida Merr., 1931: Nepal, Sri Lanka, miền nam Trung Quốc, Việt Nam.
- Sageretia melliana Hand.-Mazz., 1934: Đông nam Trung Quốc, tới đông nam Vân Nam.
- Sageretia mexicana G.L.Nesom, 1994: Tây nam Mexico.
- Sageretia minutiflora (Michx.) Trel., 1889: Đông nam Hoa Kỳ.
- Sageretia omeiensis C.K.Schneid., 1914: Trùng Khánh, Tứ Xuyên.
- Sageretia paucicostata Maxim., 1889: Miền trung Trung Quốc, tới tỉnh Hà Nam.
- Sageretia pedicellata C.Z.Gao, 1983: Tây bắc Quảng Tây.
- Sageretia pycnophylla C.K.Schneid., 1914: Cam Túc, Thiểm Tây, Tứ Xuyên.
- Sageretia randaiensis Hayata, 1915: Đài Loan.
- Sageretia rugosa Hance, 1878 - Chanh châu nhám:[5] Hoa Nam, Việt Nam?
- Sageretia santapaui Pusalkar & D.K.Singh, 2010: Ấn Độ (Uttarakhand).
- Sageretia subcaudata C.K.Schneid., 1914: Từ Tây Tạng tới trung và nam Trung Quốc.
- Sageretia thea (Osbeck) M.C.Johnst., 1968 - Quanh, tước mai, xích chu, chanh châu thơm trà:[5] Từ đông bắc châu Phi, bán đảo Ả Rập tới Nhật Bản, Thái Lan, Trung Quốc, Việt Nam.
- Sageretia wallichii Bhandari & Bhansali, 1984: Nepal.
- Sageretia wrightii S.Watson, 1885: Tây nam Hoa Kỳ, Mexico.
- Sageretia yilinii G.S.Fan & S.K.Chen, 1997: Tây bắc Vân Nam.
- Sageretia yunlongensis G.S.Fan & L.L.Deng, 1995: Tây Tạng, Vân Nam.

## Mô tả
Cây bụi leo bám hoặc mọc thẳng, hiếm khi là cây gỗ nhỏ, không phân nhánh hoặc có gai. Các cành con xen kẽ hoặc gần đối, thường kết thúc bằng gai gỗ. Lá mọc cách hoặc gần đối; lá kèm nhỏ, sớm tàn; phiến lá dạng giấy tới dạng da, gân lá lông chim, mép khía răng cưa, hiếm khi nguyên. Hoa phần lớn là rất nhỏ, đường kính 1–2 mm, lưỡng tính, mẫu 5, thường không cuống hoặc gần như không cuống, hiếm khi có cuống, trong cành hoa bông thóc hoặc chùy hoa dạng bông thóc, hiếm khi ở dạng cành hoa. Ống đài hình chén nông đến hình bán cầu; lá đài hình tam giác, mộng nhiều hay ít, mặt gần trục có gờ giữa và có nắp. Cánh hoa hình thìa, đỉnh từ 2 thùy tới khía răng cưa sâu. Nhị hoa dài bằng hoặc hơi dài hơn cánh hoa; bao phấn đính lưng. Đĩa hoa hình chén, dày, mọng thịt, mép ngoài rời với ống đài, thẳng đứng nhiều hay ít, nguyên hoặc 5 thùy. Bầu nhụy thượng, 2 hoặc 3 ngăn, với 1 noãn mỗi ngăn; vòi nhụy ngắn, mập, không phân chia, đỉnh 2 hoặc 3 thùy khác biệt nhiều hay ít. Quả hạch hình trứng ngược-hình cầu, với 2 hoặc 3 hạch, mỗi hạch 1 hạt, đáy với tàn tích của ống đài bền. Hạt nén ép, hơi không đối xứng, lõm ở hai đầu.
Quả của một số loài có thể ăn được. Lá được dùng thay thế cho lá trà. Một số loài rất phổ biến trong nghệ thuật bonsai của nghề làm vườn.